# Redemption Song
"Redemption Song" é uma canção da banda jamaicana Bob Marley & The Wailers, última faixa do nono álbum, Uprising. Quando Marley escreveu a canção, por volta de 1979, já lhe tinha sido diagnosticado o cancro que mais tarde o mataria; de acordo com sua esposa Rita Marley, "ele já estava secretamente em grande dor e a lidar com a sua mortalidade, uma característica que é evidente no ábum, especialmente nesta canção". A canção é considerada o canto do cisne de Marley, com letras derivadas do discurso do orador pan-africano Marcus Garvey. Ao contrário da maioria das canções de Marley, a canção é somente um solo acústico com o próprio Marley a cantar e a tocar um violão. Esteve presente na lista das 500 melhores canções de todos os tempos da revista Rolling Stone.
Existe uma versão de estúdio com toda a banda, lançada em 2001 na compilação One Love: The Very Best of Bob Marley & the Wailers, e algumas versões ao vivo.

## Gravação
Na altura que Bob escreveu a canção, tinha lhe sido diagnosticado um cancro, que mais tarde viria a ser fatal. De acordo com Rita Marley, "ele estava secretamente afundado em dor e o tratamento foi a sua própria mortalidade, o que está bastante visível no álbum, particularmente nesta faixa".

## Versões por outros artistas
- Joe Strummer, formador da banda The Clash gravou a versão no álbum Streetcore. Contém a participação de Rick Rubin no piano.
- Manfred Mann's Earth Band  também fez a sua versão para o seu álbum de 1983, Somewhere in Afrika.
- No Use For A Name gravou uma versão para o álbum de 1995, Leche Con Carne.
- Uma rara versão de Stevie Wonder foi incluída no seu álbum de compilações de 1996, Stevie Wonder - Song Review: Greatest Hits.
- A banda The Chieftains gravou a sua versão com o filho de Bob Marley, Ziggy Marley, para o álbum de 2002 The Wide World Over: A 40 Year Celebration.
- A artista canadiana Chantal Kreviazuk fez uma versão que foi incluída na compilação, Peace Songs.
- Wayna teve a sua versão incluida no seu álbum de 2004.
- Bajaga e Baby Doll realizaram outra versão intitulada "Pesma slobode" (the Song of Freedom) em 2005.
- Em 2009, Angelique Kidjo lançou a sua versão no seu álbum de compilações Oh Happy Day: An All-Star Music Celebration.[3]
- Em 2011, a série norte-americana Hellcats fez uma rendição da canção no final do episódio God Must Have My Fortune Laid Away (Episódio 15 da Primeira Temporada), cantada pela atriz e cantora Aly Michalka (da banda 78violet) junto com o ator Ben Cotton.[4]
- Em 2015 a banda brasileira Naked Girls And Aeroplanes gravou uma versão para a web-série 2por1.

## Interpretações ao vivo
A canção foi interpretada por diversos grupos de artistas como:
- Lauryn Hill, com o filho de Bob, Ziggy
- Sinéad O'Connor
- Jackson Browne em 1995; incluída no álbum de compilações de 1996 The Concert for the Rock & Roll Hall of Fame.
- Johnny Cash (com Joe Strummer da banda The Clash)
- John Legend
- Rihanna durante a sua digressão de 2006.
- Chris Cornell, durante o seu concerto na Suécia em 2007.
- Wyclef Jean, no concerto de tributo no 9/11.
- P!nk, durante a Funhouse Tour

## Versão de Rihanna
A cantora de R&B Rihanna fez uma versão para a ajuda na catástrofe natural no Haiti, actuando ao vivo no programa televisivo The Oprah Winfrey Show e ainda no espectáculo global da MTV, “Hope For Haiti Now” no dia 23 de Janeiro de 2010.

### Promoção
Na sua digressão de 2006, Rihanna interpretou ao vivo em Portugal a canção. A 20 de Janeiro de 2010 actuou em The Oprah Winfrey Show.

### Lançamento
A versão da cantora foi lançada em formato de download digital nos Estados Unidos na loja de downloads legais, iTunes a 19 de Janeiro de 2010. Foi disponível para compra como single de caridade por tempo limitado. De todas as vendas, o seu valor reverteu a favor da campanha de ajuda ao Haiti.

### Posições nas tabelas musicais
| Tabela musical (2009)              | Posição |
| ---------------------------------- | ------- |
| Canadá - Canadian Hot 100          | 81      |
| Estados Unidos - Billboard Hot 100 | 82      |